# Amancio Amaro
Amancio Amaro Varela (La Coruña, 16 de octubre de 1939-Madrid, 21 de febrero de 2023), más conocido simplemente como Amancio, fue un futbolista español, jugador histórico del Real Club Deportivo de La Coruña y del Real Madrid Club de Fútbol y presidente de honor del Real Madrid desde el 2 de octubre de 2022. Campeón de Europa de clubes y selecciones y ganador del Balón de Bronce (1964), es considerado junto a Luis Suárez como uno de los mejores jugadores gallegos de todos los tiempos por palmarés y trayectoria.
Lideró junto a Paco Gento la histórica generación de futbolistas españoles del Real Madrid C. F. de la década de 1960, denominado como el «Madrid de los yeyé», que dominaban el fútbol del país y que lograron la sexta Copa de Europa de la historia del club con un equipo formado exclusivamente por jugadores españoles y con el que registró los mayores logros de su carrera.
Apodado como «El Brujo» por su facilidad para realizar regates y jugadas inverosímiles o de gran dificultad, se retiró después de 18 temporadas en el fútbol profesional donde acumuló un total de 14 títulos habiendo anotado 224 goles en 579 encuentros y haberse proclamado tres veces máximo realizador del campeonato de liga, uno de Segunda División, y dos de Primera. Fue internacional absoluto con la selección española con la que disputó 42 partidos y anotó once goles, siendo su mayor logro la conquista de la Eurocopa 1964.
Dichos éxitos hicieron que figurase como el 47.º mejor futbolista de todos los tiempos para la Federación Internacional de Historia y Estadística de Fútbol - IFFHS (en inglés: International Federation of Football History and Statistics) en abril de 1990, y como el 8.º mejor jugador español del siglo xx. Además le fueron concedidas dos Medallas de Plata al Mérito Deportivo, y en 2001 le fue concedida la Medalla de Oro por su trayectoria deportiva entre muchas otras.

## Trayectoria

### Orígenes
Amancio empezó su carrera futbolística a los quince años cuando ingresó en un equipo juvenil de su ciudad natal, el Victoria Club de Fútbol, equipo que abandonó tras cuatro años para incorporarse al más grande del fútbol gallego en la temporada 1958-59, el Real Club Deportivo de La Coruña, que en aquella época militaba en la Segunda División.
Tras debutar profesionalmente el 28 de septiembre en un partido frente al Real Avilés Club de Fútbol con derrota por 0-1, a mitad de temporada se convirtió en uno de los referentes del equipo. En su primera temporada el equipo finaliza a mitad de tabla, pero las siguientes fue uno de los candidatos al ascenso, que se produjo finalmente en su cuarto año. Amancio fue el gran artífice de la promoción del equipo a la máxima categoría al ser el máximo realizador absoluto del campeonato tras anotar 25 goles en 26 partidos. Sus grandes actuaciones llamaron la atención de los ojeadores de los grandes equipos por hacerse con sus servicios, entre ellos algunos como el Real Oviedo, el Club de Fútbol Barcelona o el Real Madrid Club de Fútbol. Tras una reunión en Coruña para acercar posturas con los barcelonistas, llegó una oferta de Madrid que le hizo decantarse por éstos. Sin embargo, no fue fácil debido a las pretensiones económicas del club gallego para dejarlo marchar.

### Su esplendor en el Real Madrid

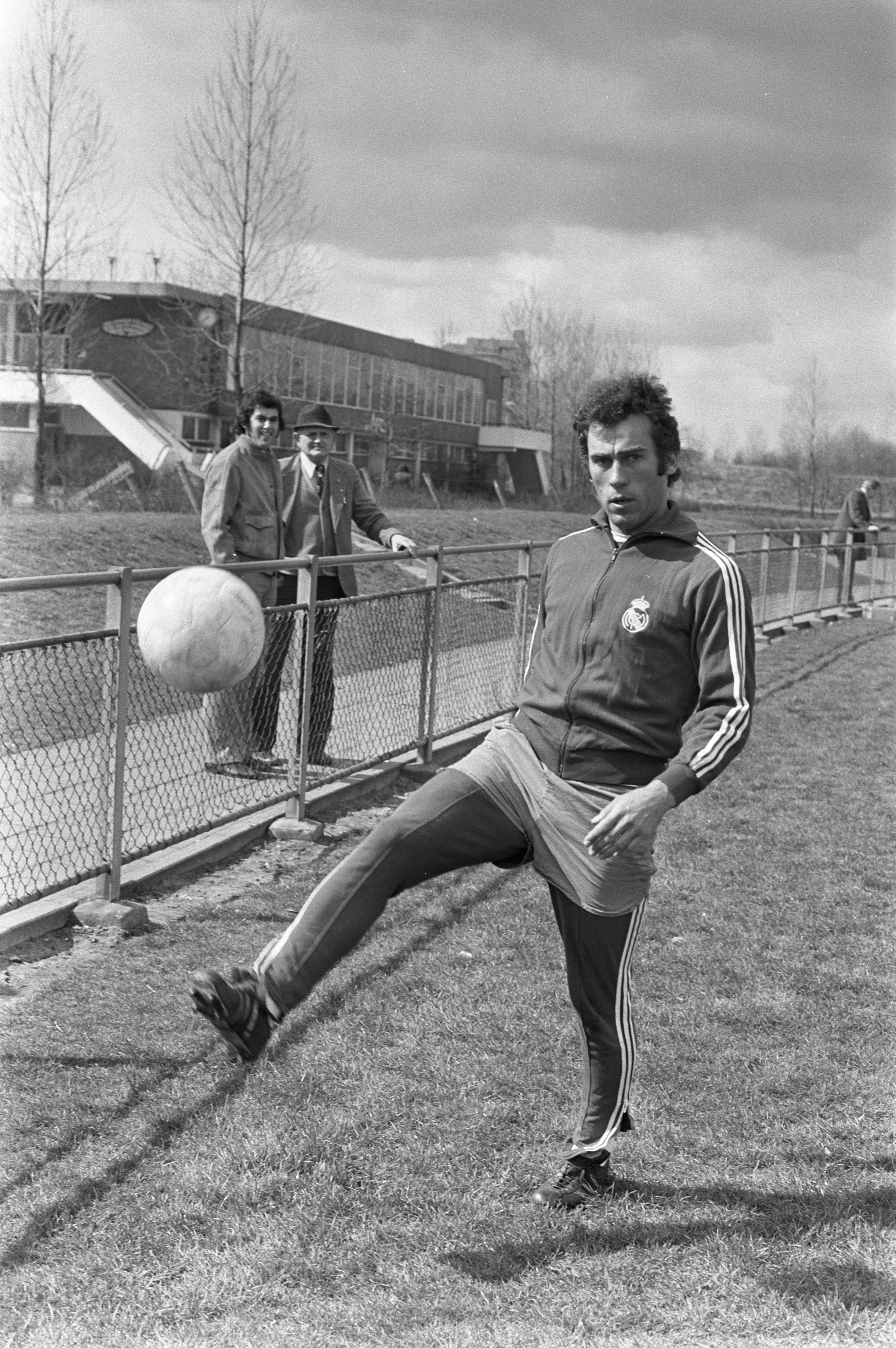
Amancio durante su etapa en el Real Madrid Club de Fútbol.

Tras dos reuniones fallidas, donde los deportivistas fijaron una alta cantidad para el traspaso, no fue sino la insistencia del entonces presidente madridista Santiago Bernabéu por la que se consumó finalmente el fichaje del jugador. Una alta suma y varios jugadores fue el precio final que el presidente firmó, previo al desacuerdo de la junta directiva y social por su fichaje y que desconocía los movimientos de Bernabéu. Fue una operación arriesgada que puso en jaque a la economía del club. Sin embargo, el rendimiento deportivo acabó por dar la razón al mandatario, y por sanear la maltrecha economía.
El club madrileño, quien pretendía seguir con su impresionante dominio en el fútbol español y europeo se reforzó además con otros futbolistas para comenzar la transición de un equipo, el denominado «Madrid de Di Stéfano» o de las cinco Copas de Europa, que comenzaba a cargarse de veteranos. Junto a él también llegaron Ignacio Zoco, Lucien Müller y Yanko Daucik.
El jugador debutó con el club en competición europea frente al Royal Sporting Club Anderlecht que finalizó con un empate a tres goles en el Estadio Santiago Bernabéu. Tras la eliminatoria, se estrenó en liga frente al Real Betis Balompié en Sevilla, con un resultado favorable de 2-5. Fue el autor del 2-3 que puso en ventaja a su equipo antes de que Ferenc Puskás sentenciase con dos goles de su hat-trick. Amancio era junto al magiar la referencia atacante del equipo entrenado por Miguel Muñoz, y en donde un veterano Alfredo Di Stéfano había retrasado su posición y se encargaba más del juego de creación. Consiguió anotar 15 tantos en 38 encuentros de la temporada, seis menos de los anotados por el hispano-argentino, siendo el tercer máximo realizador en su primera temporada, que sirvieron para conquistar su primer título de liga. Tras él llegaron otros ocho.
Poco a poco su fama alcanzó gran renombre internacional y con apenas un par de años en Madrid, la Milan Associazione Calcio intentó su fichaje en 1964, pero el valor del jugador, cuadriplicado desde su llegada, fue demasiado para un club italiano que pretendía al recién consagrado campeón de Europa de selecciones para contrarrestar el efecto que tenía su compatriota Luis Suárez en el Football Club Internazionale, vecino y rival histórico de los milaneses. Su gran habilidad en el regate y su acierto goleador le llevaron a conquistar el Balón de Bronce y convertirse en titular del equipo. Dos años después un gol suyo en la final sirvió para conquistar la Copa de Europa, sexta del club, tras perder la final de 1964 y superar un largo período lesionado. En la máxima competición europea fue además uno de los goleadores más prolíficos de la época.
Ya como referente del Real Madrid C. F., tuvo el honor de ser convocado en 1968 para formar parte del plantel de la selección mundial FIFA, en un partido frente a la selección brasileña en conmemoración por el décimo aniversario de la consecución de su primer campeonato del mundo. Pese a retrasar su posición continuó como uno de los referentes del ataque y del equipo junto al veterano Gento, Manuel Velázquez, José Martínez Pirri e Ignacio Zoco.
Amancio se retiró el 30 de junio de 1976 tras haber disputado 471 partidos en los que anotó 155 goles, situándose como cuarto máximo anotador de la historia del Real Madrid C. F., por detrás de Alfredo Di Stéfano, Ferenc Puskás y Paco Gento. 

### Etapa como entrenador: gestación de la «Quinta de El Buitre»
Tras la etapa en activo pasó al cuerpo técnico del club madrileño, primero en los categorías formativas con la dirección del equipo juvenil hasta pasar años después a hacerse cargo en 1982 del Castilla Club de Fútbol, el equipo filial, cuando el electo presidente Luis de Carlos lo incorporó nuevamente al club.
Fue el periodista Julio César Iglesias el primero en usar el apelativo, en un artículo publicado por el diario El País el 14 de noviembre de 1983 titulado «Amancio y la quinta del Buitre». En él, Iglesias hablaba de un grupo de cinco futbolistas que por entonces destacaban en el Castilla, que se proclamó campeón de la Segunda División de España 1983-84. 
El hecho se produjo bajo su dirección tras superar en la última jornada al también filial Bilbao Athletic de Julio Salinas y Genar Andrinua que entrenaba José Ángel Iribar. El equipo estaba formado por la mítica generación de «La Quinta de El Buitre» que iba alternando su actuación en el filial con apariciones en la primera plantilla. La misma estuvo formada por Emilio Butragueño —líder deportivo de la generación—, Míchel González, Miguel Pardeza, Manolo Sanchís y Rafael Martín Vázquez.

“Castilla Club de Fútbol, esplendor en la hierba

Si el fútbol fuese una ciencia exacta, el éxito del Castilla sería sólo una igualdad matemática: con la jornada de ayer, quince puntos, cinco positivos, veinticinco goles a favor, once en contra. Si el fútbol fuese únicamente una ciencia, el éxito de Butragueño, delantero centro titular, sería un simple dato numérico: quince goles en once partidos. La serie goleadora de Butragueño, El Buitre, es una muestra de calidad personal y es también el resultado de una suma de esfuerzos. Detrás de El Buitre están el trabajo de un entrenador con imaginación, Amancio Amaro, míster AA, y el ingenio colectivo de Michel, Pardeza, Sanchís y Martín Vázquez. Una promoción a la que los hinchas comienzan a llamar La quinta de El Buitre.

La serie goleadora de Butragueño, El Buitre, es una muestra de calidad personal y es también el resultado de una suma de esfuerzos. Detrás de El Buitre están el trabajo de un entrenador con imaginación, Amancio Amaro, míster AA, y el ingenio colectivo de Michel, Pardeza, Sanchís y Martín Vázquez. Una promoción a la que los hinchas comienzan a llamar La quinta de El Buitre. [...]
Sin embargo, la ascensión de El Buitre ha sido un fenómeno asociativo; su juego y sus goles han sido posibles gracias a la rara coincidencia de una emoción popular, de un gusto de la hinchada por la fantasía, y de una quinta de extremos fulgurantes y mediocampistas finos y geométricos. Los goles de El Buitre son cosa de Fuenteovejuna. De todos a una. [...]”
Julio César Iglesias, 14 de noviembre de 1983. Madrid. 

La expectación por ver a los jóvenes futbolistas era tal que en ocasiones disputaba sus partidos en el Estadio Santiago Bernabéu. Sus partidos llevaban casi tantos espectadores como los partidos del primer equipo, como los partidos de Copa del Rey o frente al citado Bilbao Athletic con quien mantenía una gran rivalidad y disputa, y que llegaban a reunir hasta a ochenta mil espectadores. Sus resultados además se vieron secundados por grandes actuaciones en la Copa del Rey, competición que disputó hasta la prohibición de la Federación a equipos filiales, y en donde eliminó a varios equipos de Primera División en sus participaciones.
Posteriormente y debido a los éxitos se hizo cargo del primer equipo como continuación del proyecto, hasta que fue sustituido por Luis Molowny en una decisión conjunta con la directiva antes de terminar la temporada. Pese al rumbo tambaleante que parecía llevar el equipo, donde quedó descolgado del título de liga en el último tercio de la misma, y que agravaron la situación una derrota en el derbi por 0-4, seguida de otra en Mestalla por 1-0, y sobre todo la eliminatoria de ida de las semifinales de la Copa UEFA, donde se perdió por 2-0 frente al Football Club Internazionale sin siquiera acercarse a la portería rival y encadenar seis partidos consecutivos sin anotar en el que era uno de los peores registros de su historia. Tras él se produjo una de las frases más recordadas de la historia del club, cuando Juan Gómez Juanito pronunció la frase a un rival de: “Noventa minuti en el Bernabéu son molto longo”. El partido de vuelta fue una de las históricas remontadas europeas tras vencer por 3-0. Finalmente lograron la Copa de la Liga y la Copa de la UEFA, ya sin Amancio al frente, aunque el gallego continuó ligado al cuerpo técnico.
Tras una etapa como ojeador, Amancio dejó finalmente el club para incorporarse a la firma deportiva Kelme, de la que fue delegado y responsable para el área de Madrid.
En julio de 2000 se presentó como vocal en la candidatura a la Presidencia y Junta Directiva que encabezó el presidente Florentino Pérez, saliendo elegido vocal de la junta. Desde ese puesto propició la incorporación de exjugadores madridistas en distintos puestos de responsabilidad del club. La Junta Directiva acordó además que Amancio se hiciese cargo de la organización del Centenario.

## Selección nacional
Amancio vistió la elástica española en 42 ocasiones, debutando con derrota por 3-1 ante la selección rumana el 25 de noviembre de 1962. En su segundo partido, datado el 30 de mayo del año siguiente, anotó su primer tanto como internacional absoluto —de los once totales que llegó a marcar— y que se saldó con un empate a un gol frente a la selección norirlandesa.
Fue partícipe del uno de los mayores logros de la historia del combinado español, al ser integrante del equipo titular de la final de la Eurocopa 1964. Celebrada en el estadio de su club, el Santiago Bernabéu, su equipo venció por 2-1 a la selección soviética, quienes eran los vigentes campeones de la competición.
Posteriormente formó parte de la selección mundial de la FIFA en 1968, un equipo conformado con los mejores futbolistas de la época según el organismo internacional que en ocasiones disputaba encuentros amistosos para celebrar eventos u ocasiones conmemorativas. En este caso fue para conmemorar el décimo aniversario del primer campeonato del mundo logrado por Brasil en 1958.

## Estadísticas

### Clubes
Datos actualizados a fin de carrera deportiva.
| R. C. D. La Coruña | 1958-59       | 2.ª           | 11  | 3   | 6  | 4  | Inaccesibles | Inaccesibles | 17  | 7   | 0.41 |
| R. C. D. La Coruña | 1959-60       | 2.ª           | 26  | 10  | 4  | 5  | Inaccesibles | Inaccesibles | 30  | 15  | 0.50 |
| R. C. D. La Coruña | 1960-61       | 2.ª           | 29  | 16  | 4  | 4  | Inaccesibles | Inaccesibles | 33  | 20  | 0.61 |
| R. C. D. La Coruña | 1961-62       | 2.ª           | 26  | 25  | 2  | 2  | Inaccesibles | Inaccesibles | 28  | 27  | 0.96 |
| R. C. D. La Coruña | Total club    | Total club    | 92  | 54  | 16 | 15 | 0            | 0            | 108 | 69  | 0.64 |
| Real Madrid C. F.  | 1962-63       | 1.ª           | 28  | 14  | 8  | 1  | 2            | –            | 38  | 15  | 0.39 |
| Real Madrid C. F.  | 1963-64       | 1.ª           | 24  | 6   | 3  | 1  | 8            | 3            | 35  | 10  | 0.29 |
| Real Madrid C. F.  | 1964-65       | 1.ª           | 22  | 9   | –  | –  | 5            | 6            | 27  | 15  | 0.56 |
| Real Madrid C. F.  | 1965-66       | 1.ª           | 25  | 8   | 2  | –  | 7            | 5            | 34  | 13  | 0.38 |
| Real Madrid C. F.  | 1966-67       | 1.ª           | 25  | 7   | 5  | –  | 6            | –            | 36  | 7   | 0.19 |
| Real Madrid C. F.  | 1967-68       | 1.ª           | 28  | 10  | 8  | 5  | 7            | 4            | 43  | 19  | 0.44 |
| Real Madrid C. F.  | 1968-69       | 1.ª           | 29  | 14  | 1  | –  | 2            | 1            | 32  | 15  | 0.47 |
| Real Madrid C. F.  | 1969-70       | 1.ª           | 29  | 16  | 9  | 6  | 3            | 1            | 41  | 23  | 0.56 |
| Real Madrid C. F.  | 1970-71       | 1.ª           | 19  | 6   | 2  | –  | 9            | –            | 30  | 6   | 0.20 |
| Real Madrid C. F.  | 1971-72       | 1.ª           | 28  | 6   | 6  | –  | 3            | 1            | 37  | 7   | 0.19 |
| Real Madrid C. F.  | 1972-73       | 1.ª           | 25  | 8   | 2  | –  | 7            | 1            | 34  | 9   | 0.26 |
| Real Madrid C. F.  | 1973-74       | 1.ª           | 26  | 8   | 3  | –  | 1            | –            | 30  | 8   | 0.27 |
| Real Madrid C. F.  | 1974-75       | 1.ª           | 17  | 3   | 7  | 1  | 2            | –            | 26  | 4   | 0.15 |
| Real Madrid C. F.  | 1975-76       | 1.ª           | 19  | 4   | 2  | –  | 7            | –            | 28  | 4   | 0.14 |
| Real Madrid C. F.  | Total club    | Total club    | 344 | 119 | 58 | 14 | 69           | 22           | 471 | 155 | 0.33 |
| Total carrera      | Total carrera | Total carrera | 436 | 173 | 74 | 29 | 69           | 22           | 579 | 224 | 0.39 |
| 1. 2. 3.           |               |               |     |     |    |    |              |              |     |     |      |

### Selecciones
Datos actualizados a fin de carrera deportiva.
| Absoluta · España | 1962-63       | 1  | – | 2  | 1 | –  | – | 3  | 1  | 0.33 |
| Absoluta · España | 1963-64       | 1  | – | 3  | 3 | –  | – | 4  | 3  | 0.75 |
| Absoluta · España | 1964-65       | 1  | – | –  | – | –  | – | 1  | 0  | 0    |
| Absoluta · España | 1965-66       | 1  | – | –  | – | 2  | 1 | 3  | 1  | 0.33 |
| Absoluta · España | 1966-67       | 1  | – | 1  | – | –  | – | 2  | 0  | 0    |
| Absoluta · España | 1967-68       | 1  | 2 | 4  | 1 | –  | – | 5  | 3  | 0.60 |
| Absoluta · España | 1968-69       | 2  | – | –  | – | 5  | 1 | 7  | 1  | 0.14 |
| Absoluta · España | 1969-70       | 3  | – | –  | – | 1  | 1 | 4  | 1  | 0.25 |
| Absoluta · España | 1970-71       | 3  | – | 2  | – | –  | – | 5  | 0  | 0    |
| Absoluta · España | 1971-72       | 1  | – | 2  | – | –  | – | 3  | 0  | 0    |
| Absoluta · España | 1972-73       | 1  | – | –  | – | 3  | 1 | 4  | 1  | 0.25 |
| Absoluta · España | 1973-74       | –  | – | –  | – | 1  | – | 1  | 0  | 0    |
| Total carrera     | Total carrera | 16 | 2 | 14 | 5 | 12 | 4 | 42 | 11 | 0.26 |
| 1. 2.             |               |    |   |    |   |    |   |    |    |      |

## Palmarés
Adicionalmente a los títulos oficiales, pero de carácter amistoso, logró con el Real Madrid Club de Fútbol: dos trofeos Ramón de Carranza, y uno respectivamente del trofeo Teresa Herrera, trofeo Mohamed V, trofeo Ciudad de Palma y trofeo Colombino.

### Campeonatos nacionales
| Título             | Equipo            | País   | Año     |
| ------------------ | ----------------- | ------ | ------- |
| Campeonato de Liga | Real Madrid C. F. | España | 1962-63 |
| Campeonato de Liga | Real Madrid C. F. | España | 1963-64 |
| Campeonato de Liga | Real Madrid C. F. | España | 1964-65 |
| Campeonato de Liga | Real Madrid C. F. | España | 1966-67 |
| Campeonato de Liga | Real Madrid C. F. | España | 1967-68 |
| Campeonato de Liga | Real Madrid C. F. | España | 1968-69 |
| Copa               | Real Madrid C. F. | España | 1969-70 |
| Campeonato de Liga | Real Madrid C. F. | España | 1971-72 |
| Copa               | Real Madrid C. F. | España | 1973-74 |
| Campeonato de Liga | Real Madrid C. F. | España | 1974-75 |
| Copa               | Real Madrid C. F. | España | 1974-75 |
| Campeonato de Liga | Real Madrid C. F. | España | 1975-76 |

### Campeonatos internacionales
Nota * : incluyendo selección.
| Título                     | Equipo *          | Sede     | Año     |
| -------------------------- | ----------------- | -------- | ------- |
| Copa de Naciones de Europa | España            | Madrid   | 1964    |
| Copa de Europa             | Real Madrid C. F. | Bruselas | 1965-66 |

### Distinciones individuales
| Distinción                                       | Año  |
| ------------------------------------------------ | ---- |
| Medalla de Oro - Real Orden del Mérito Deportivo | 2001 |

### Individual
- Balón de Bronce: 1964.
- Pichichi: 1968-69 y 1969-70.
- Pichichi de Segunda División: 1961-62.
- Mejor Deportista" de Castilla en 1968 y 1969, "Mejor Deportista Madrileño Profesional" en 1975, Medalla de Oro del Deporte Provincial de Madrid en 1975, Placa de Plata al Deporte Provincial de Madrid en 1975 y Medalla al Mérito Deportivo de La Coruña en 1976.